# Amstel Gold Race 2025
De Nederlandse wielerwedstrijd Amstel Gold Race 2025 werd verreden op zondag 20 april. De voorjaarsklassieker bij de mannen was de 59e editie, en maakt deel uit van de UCI World Tour 2025. Bij de vrouwen was het de elfde editie, die onderdeel is van de UCI Women's World Tour 2025. De start vond plaats op de Markt van Maastricht en de finish lag in Berg en Terblijt in de gemeente Valkenburg aan de Geul.
Vanwege de NAVO-top in juni in Den Haag, kregen diverse wedstrijden geen politiebegeleiding en moesten afgelast worden. In januari werd bekend dat de World Tour-koersen zoals de Amstel Gold Race wel politiebegeleiding zouden krijgen.

## Mannen
Het parcours bij de mannen was licht gewijzigd ten opzichte van het voorgaande jaar. De Cauberg kwam terug als laatste beklimming na de Bemelerberg. De passage door het gehucht Terblijt via de Mathieu van der Poelallée in de finaleronde bleef behouden. Net als andere smalle wegen van de finale ronde.
Ook werd heuvel 18 Sint-Remigiusstraat ingewisseld voor heuvel Schanternelsweg. Dat was vanwege werkzaamheden op de Stampstraat in Simpelveld. Wel werd nog afgedaald via de Sint-Remigiusstraat in het begin van de wedstrijd.
Van de laatste vijf winnaars waren de titelverdediger Tom Pidcock, wereldkampioen Tadej Pogačar (2023) en Wout van Aert (2021) aanwezig. Ook Olympisch kampioen Remco Evenepoel stond voor het eerst aan de start. De winnaars van 2022 (Michał Kwiatkowski) (blessure) en 2019 (Mathieu van der Poel) stonden niet aan de start.
Na de eerste passage over de Cauberg werden de vroege vluchters een voor een gegrepen. Het peloton bleef gesloten tot de beklimming van de Gulperberg, waar Julian Alaphilippe demarreerde en Pogačar met zich mee kreeg. Op de Kruisberg moest Alaphilippe lossen bij de wereldkampioen. Op de top van de Keutenberg ging Skjelmose in de tegenaanval en kreeg even later gezelschap van Evenepoel. Na de laatste keer Bemelerberg sloten ze aan bij Pogačar. Na de laatste keer Cauberg werd er gesprint, waarin de Deen ultiem de snelste was dan de wereld- en Olympisch kampioen.

### Heuvels
| 1 Maasberg 2 Adsteeg 3 Bergseweg 4 Korenweg 5 Nijswillerweg 6 Rijksweg N278 7 Wolfsberg 8 Loorberg 9 Schweibergerweg 10 Camerig 11 Drielandenpunt 12 Gemmenich 13 Epenerbaan/ Vijlenerbos 14 Eperheide | 15 Gulperberg (Bergweg) 16 Plettenberg 17 Eyserweg 18 Schanternelsweg 19 Vrakelberg 20 Sibbergrubbe 21 Cauberg 22 Geulhemmerberg 23 Keerderberg 24 Bemelerberg 25 Loorberg (2e maal) | 26 Gulperberg (Vanuit Gulpen) 27 Kruisberg 28 Eyserbosweg 29 Fromberg 30 Keutenberg 31 Cauberg (2e maal) 32 Geulhemmerberg (2e maal) 33 Bemelerberg (2e maal) 34 Cauberg (3e maal) |

### Deelnemende ploegen
De deelnemende ploegen waren:

### Uitslag
| Plaats  | Naam                | Ploeg                    | Tijd     |
| ------- | ------------------- | ------------------------ | -------- |
| Winnaar | Mattias Skjelmose   | Lidl-Trek                | 5u49'58" |
| 2       | Tadej Pogačar       | UAE Team Emirates-XRG    | z.t.     |
| 3       | Remco Evenepoel     | Soudal Quick-Step        | z.t.     |
| 4       | Wout van Aert       | Team Visma\|Lease a Bike | + 34"    |
| 5       | Michael Matthews    | Team Jayco AlUla         | z.t.     |
| 6       | Louis Barré         | Intermarché-Wanty        | z.t.     |
| 7       | Romain Grégoire     | Groupama-FDJ             | z.t.     |
| 8       | Tiesj Benoot        | Team Visma\|Lease a Bike | z.t.     |
| 9       | Thomas Pidcock      | Q36.5 Pro Cycling Team   | z.t.     |
| 10      | Ben Healy           | EF Education-EasyPost    | z.t.     |
| 11      | Brandon McNulty     | UAE Team Emirates-XRG    | z.t.     |
| 12      | Thibau Nys          | Lidl-Trek                | + 49"    |
| 13      | Neilson Powless     | EF Education-EasyPost    | z.t.     |
| 14      | Joseph Blackmore    | Israel-Premier Tech      | + 52"    |
| 15      | Mauro Schmid        | Team Jayco AlUla         | + 1'25"  |
| 16      | Quinten Hermans     | Alpecin-Deceuninck       | + 1'33"  |
| 17      | Alexey Lutsenko     | Israel-Premier Tech      | + 3'32"  |
| 18      | Alexander Kamp      | Intermarché-Wanty        | + 3'36"  |
| 19      | Valentin Madouas    | Groupama-FDJ             | z.t.     |
| 20      | Julian Alaphilippe  | Tudor Pro Cycling Team   | z.t.     |
|         |                     |                          |          |
| 26      | Frank van den Broek | Team Picnic PostNL       | + 3'36"  |

## Vrouwen
Bij de vrouwen stonden de laatste vijf winnaressen aan de start: Katarzyna Niewiadoma (2019), Marta Cavalli (2022), Demi Vollering (2023) en titelverdedigster Marianne Vos (2021 en 2024), alsook de winnares van 2017, Anna van der Breggen. Ook Olympisch kampioen Kristen Faulkner, wereldkampioen Lotte Kopecky en Europees kampioen Lorena Wiebes waren aanwezig, net als de winnares van Parijs-Roubaix Pauline Ferrand-Prévot (acht dagen ervoor) en van de Brabantse Pijl Elisa Longo Borghini (twee dagen ervoor).
In de beginfase ontstond een kopgroep van acht rensters die twee minuten voorsprong kreeg, maar voor het bereiken van de lokale rondes waren de vluchters gegrepen. Op de Cauberg brak het peloton in verschillende stukken en even later ontstond een grote kopgroep van 25 rensters, waarin alle topploegen vertegenwoordigd waren, maar zonder de favorieten. Faulkner probeerde met Jade Wiel en Cecilie Uttrup Ludwig de sprong naar voren te maken, maar dit draaide uit in een chasse patate. In de laatste ronde demarreerde Juliette Labous uit de kopgroep en zij kreeg Puck Pieterse met zich mee. Op de Geulhemmerberg kon Silvia Persico de aansluiting maken en vlak voor de Bemelerberg konden ook Ellen van Dijk en Mischa Bredewold aansluiten. In de uitloper van de Mathieu van der Poelallée demarreerde Van Dijk en zij kreeg Bredewold met zich mee. Op de laatste keer Cauberg moest Van Dijk passen bij Bredewold, die solo naar de finish reed. Van de vier achtervolgers sprintten Van Dijk en Pieterse naar plek twee en drie, wat resulteerde in een volledig Nederlands podium.

### Deelnemende ploegen
Vierentwintig ploegen stonden aan de start, waarvan dertien uit de World Tour en elf continentale ploegen.

### Uitslag
| Plaats  | Naam               | Ploeg                    | Tijd    |
| ------- | ------------------ | ------------------------ | ------- |
| Winnaar | Mischa Bredewold   | Team SD Worx-Protime     | 4u3'3"  |
| 2       | Ellen van Dijk     | Lidl-Trek                | + 7"    |
| 3       | Puck Pieterse      | Fenix-Deceuninck         | z.t.    |
| 4       | Juliette Labous    | FDJ-SUEZ                 | z.t.    |
| 5       | Silvia Persico     | UAE Team ADQ             | + 9"    |
| 6       | Lorena Wiebes      | Team SD Worx-Protime     | + 1'26" |
| 7       | Alison Jackson     | EF Education-Oatly       | z.t.    |
| 8       | Anna Henderson     | Lidl-Trek                | z.t.    |
| 9       | Quinty Ton         | Liv AlUla Jayco          | z.t.    |
| 10      | Mara Roldan        | Team Picnic PostNL       | z.t.    |
| 11      | Ashleigh Moolman   | AG Insurance-Soudal      | z.t.    |
| 12      | Katrine Aalerud    | Uno-X Mobility           | z.t.    |
| 13      | Brodie Chapman     | UAE Team ADQ             | z.t.    |
| 14      | Neve Bradbury      | CANYON//SRAM zondacrypto | z.t.    |
| 15      | Yara Kastelijn     | Fenix-Deceuninck         | z.t.    |
| 16      | Femke de Vries     | Team Visma\|Lease a Bike | z.t.    |
| 17      | Eline Jansen       | VolkerWessels            | z.t.    |
| 18      | Marion Bunel       | Team Visma\|Lease a Bike | z.t.    |
| 19      | Mareille Meijering | Movistar Team            | + 1'30" |
| 20      | Demi Vollering     | FDJ-SUEZ                 | + 1'55" |
|         |                    |                          |         |
| 34      | Lotte Kopecky      | Team SD Worx-Protime     | + 2'01" |

1966 · 1967 · 1968 · 1969 · 1970 · 1971 · 1972 · 1973 · 1974 · 1975 · 1976 · 1977 · 1978 · 1979 · 1980 · 1981 · 1982 · 1983 · 1984 · 1985 · 1986 · 1987 · 1988 · 1989 · 1990 · 1991 · 1992 · 1993 · 1994 · 1995 · 1996 · 1997 · 1998 · 1999 · 2000 · 2001 · 2002 · 2003 · 2004 · 2005 · 2006 · 2007 · 2008 · 2009 · 2010 · 2011 · 2012 · 2013 · 2014 · 2015 · 2016 · 2017 · 2018 · 2019 · 2020 · 2021 · 2022 · 2023 · 2024 · 2025

Lijst van beklimmingen
Tour Down Under ·
Great Ocean Road Race ·
Ronde van de Verenigde Arabische Emiraten ·
Omloop Het Nieuwsblad ·
Strade Bianche ·
Parijs-Nice · 
Tirreno-Adriatico · 
Milaan-San Remo ·
Ronde van Catalonië ·
Classic Brugge-De Panne ·
E3 Saxo Classic ·
Gent-Wevelgem ·
Dwars door Vlaanderen ·
Ronde van Vlaanderen ·
Ronde van het Baskenland ·
Parijs-Roubaix ·
Amstel Gold Race ·
Waalse Pijl ·
Luik-Bastenaken-Luik ·
Ronde van Romandië ·
Eschborn-Frankfurt ·
Ronde van Italië ·
Critérium du Dauphiné ·
Ronde van Zwitserland ·
Copenhagen Sprint · 
Ronde van Frankrijk ·
Clásica San Sebastián ·
Ronde van Polen ·
Cyclassics Hamburg ·
Renewi Tour ·
Ronde van Spanje ·
Bretagne Classic ·
GP van Quebec ·
GP van Montreal ·
Ronde van Lombardije ·
Ronde van Guangxi
Tour Down Under ·
Cadel Evans Great Ocean Road Race ·
Ronde van de Verenigde Arabische Emiraten ·
Omloop Het Nieuwsblad ·
Strade Bianche ·
Trofeo Alfredo Binda-Comune di Cittiglio ·
Milaan-San Remo ·
Brugge-De Panne ·
Gent-Wevelgem ·
Ronde van Vlaanderen ·
Parijs-Roubaix ·
Amstel Gold Race ·
Waalse Pijl ·
Luik-Bastenaken-Luik ·
Ronde van Spanje ·
Ronde van het Baskenland ·
Ronde van Burgos ·
Ronde van Groot-Brittannië ·
Ronde van Zwitserland ·
Copenhagen Sprint · 
Ronde van Italië ·
Ronde van Frankrijk ·
Ronde van Romandië ·
Ronde van Scandinavië ·
GP de Plouay-Bretagne ·
Simac Ladies Tour ·
Ronde van Chongming ·
Ronde van Guangxi